# Màxims golejadors de la lliga brasilera de futbol
Llista amb els màxims golejadors del campionat brasiler de futbol.

## Historial
Taça Brasil 
| Any  | Jugador   | Club      | Gols |
| ---- | --------- | --------- | ---- |
| 1959 | Léo       | Bahia     | 8    |
| 1960 | Bececê    | Fortaleza | 8    |
| 1961 | Pelé      | Santos    | 9    |
| 1962 | Coutinho  | Santos    | 7    |
| 1963 | Ruiter    | Confiança | 9    |
| 1964 | Pelé      | Santos    | 8    |
| 1965 | Bita      | Náutico   | 9    |
| 1966 | Toninho   | Santos    | 10   |
| 1966 | Bita      | Náutico   | 10   |
| 1967 | Chicletes | Treze     | 9    |
| 1968 | Ferretti  | Botafogo  | 7    |

 Torneig Roberto Gomes Pedrosa 
| Any  | Jugador           | Club       | Gols |
| ---- | ----------------- | ---------- | ---- |
| 1967 | César Maluco      | Palmeiras  | 15   |
| 1967 | Ademar            | Flamengo   | 15   |
| 1968 | Toninho Guerreiro | Santos     | 18   |
| 1969 | Edu               | América-RJ | 14   |
| 1970 | Tostão            | Cruzeiro   | 12   |

 Campionat Brasiler 
| Any  | Jugador          | Club                | Gols |
| ---- | ---------------- | ------------------- | ---- |
| 1971 | Dario            | Atlético Mineiro    | 17   |
| 1972 | Dario            | Atlético Mineiro    | 17   |
| 1972 | Pedro Rocha      | São Paulo           | 17   |
| 1973 | Ramón            | Santa Cruz          | 21   |
| 1974 | Roberto Dinamite | Vasco da Gama       | 16   |
| 1975 | Flávio           | Internacional       | 16   |
| 1976 | Dario            | Internacional       | 16   |
| 1977 | Reinaldo         | Atlético Mineiro    | 28   |
| 1978 | Paulinho         | Vasco da Gama       | 19   |
| 1979 | César            | América-RJ          | 12   |
| 1979 | Roberto César    | Cruzeiro            | 12   |
| 1980 | Zico             | Flamengo            | 21   |
| 1981 | Nunes            | Flamengo            | 16   |
| 1982 | Zico             | Flamengo            | 21   |
| 1983 | Serginho Chulapa | Santos              | 22   |
| 1984 | Roberto Dinamite | Vasco da Gama       | 16   |
| 1985 | Edmar            | Guarani FC          | 20   |
| 1986 | Careca           | São Paulo           | 25   |
| 1987 | Müller           | São Paulo           | 25   |
| 1988 | Nílson           | Internacional       | 15   |
| 1989 | Túlio            | Goiás               | 11   |
| 1990 | Charles          | Bahia               | 11   |
| 1991 | Paulinho         | Santos              | 15   |
| 1992 | Bebeto           | Vasco da Gama       | 18   |
| 1993 | Guga             | Santos              | 14   |
| 1994 | Amoroso          | Guarani FC          | 19   |
| 1994 | Túlio            | Botafogo            | 19   |
| 1995 | Túlio            | Botafogo            | 23   |
| 1996 | Renaldo          | Atlético Mineiro    | 16   |
| 1996 | Paulo Nunes      | Grêmio              | 16   |
| 1997 | Edmundo          | Vasco da Gama       | 29   |
| 1998 | Viola            | Santos              | 21   |
| 1999 | Guilherme        | Atlético Mineiro    | 28   |
| 2000 | Dill             | Goiás               | 20   |
| 2000 | Magno Alves      | Fluminense          | 20   |
| 2000 | Romário          | Vasco da Gama       | 20   |
| 2001 | Romário          | Vasco da Gama       | 21   |
| 2002 | Luís Fabiano     | São Paulo           | 19   |
| 2002 | Rodrigo Fabri    | Grêmio              | 19   |
| 2003 | Dimba            | Goiás               | 31   |
| 2004 | Washington       | Atlético Paranaense | 34   |
| 2005 | Romário          | Vasco da Gama       | 22   |
| 2006 | Souza            | Goiás               | 17   |
| 2007 | Josiel           | Paraná Clube        | 20   |
| 2008 | Keirrison        | Coritiba            | 21   |
| 2008 | Washington       | Fluminense          | 21   |
| 2008 | Kléber Pereira   | Santos              | 21   |
| 2009 | Adriano          | Flamengo            | 19   |
| 2009 | Diego Tardelli   | Atlético Mineiro    | 19   |
| 2010 | Jonas            | Grêmio              | 23   |
| 2011 | Borges           | Santos              | 23   |
| 2012 | Fred             | Fluminense          | 20   |
| 2013 | Éderson          | Atlético Paranaense | 21   |
| 2014 | Fred             | Fluminense          | 18   |
| 2015 | Ricardo Oliveira | Santos              | 20   |
| 2016 | Diego Souza      | Sport Recife        | 14   |
| 2016 | William Pottker  | Ponte Preta         | 14   |
| 2016 | Fred             | Atlético Mineiro    | 14   |
| 2017 | Jô               | Corinthians         | 18   |
| 2017 | Henrique Dourado | Fluminense          | 18   |